# 王成善
王成善（1951年11月—），中国沉积学家，中国科学院地学部院士，现任中国地质大学（北京）地球科学与资源学院教授、青藏高原地质研究中心主任。曾任成都理工大学校长。

## 生平
王成善出生于黑龙江省哈尔滨市，1977年毕业于成都地质学院（今成都理工大学）找矿系，1978～1981年于该院攻读硕士学位（导师刘宝珺院士），毕业后留校任教，期间于1993～1994年赴美国地质调查局进修。2004年起担任中国地质大学（北京）教授，博士生导师。王成善主要研究领域为沉积学，在白垩纪古环境与古气候、构造隆升与沉积响应和含油气盆地分析方面取得了系统性和创新性成果。2012年当选美国地质学会会士。2013年当选中科院院士。